# 小行星15845
小行星15845（15845 Bambi）是一颗绕太阳运转的小行星，为主小行星带小行星。该小行星于1995年10月17日发现。
小行星15845以迪士尼電影《小鹿斑比》的角色命名。

## 轨道参数
小行星15845的轨道半长轴为2.3418978 UA，离心率为0.133。